# Печатка округу Колумбія
Велика печатка округу Колумбія (англ. The Great Seal of the District of Columbia)  — один з офіційних символів федерального округу Колумбія, США. 

## Історія
Питання про прийняття печатки було розглянуто у першому акті першої легіслатури округу 1871 року. Офіційна дата прийняття друку  — 3 серпня того ж року. У друкованих виданнях друк використовувалася аж до 15 травня 1979 року, коли постановою мера вона була замінена на логотип, який представляє прапор округу. 

## Опис
Печатка має округлу форму. У центральній частині зображено дві фігури. Першою є Джордж Вашингтон, що стоїть на п'єдесталі. Правою рукою він спирається ліктями на тростину, а в лівій руці тримає фасції, що символізують владу. За фасциями зображені рукоятки плугу. Праворуч від п'єдесталу на землі із зав'язаними очима стоїть богиня Феміда. У витягнутій правій руці вона тримає вінок, а в лівій руці  — табличку. Під вінком зображений орел зі щитом на грудях. У голові щита розташована синя смуга, сам же щит виконаний у червоно-білих смугах. У лівій лапі він тримає стріли, в правій  — гілку оливи. У дзьобі орел тримає стрічку. Одразу ліворуч від орла стоять два барила з тютюном, снопом пшениці і два мішки злаків. 
На задньому фоні ліворуч зображена річка Потомак, яка лежить між берегами Вірджинії та округу Колумбія. За віадуком річку ї лівої сторони перетинає поїзд, на чолі якого стоїть старовинний паровоз. За віадуком зображено сонце, що випускає промені. На задньому фоні справа зображений Капітолій, за яким на віддалі простягаються пагорби. 
У верхній частині печатки по контуру зовнішнього кільця нанесено напис «Округ Колумбія» (англ. District of Columbia). У центрі нижньої частини печатки зображений вінок, в якому виведено напис 1871, рік заснування округу. Під вінком розташована стрічка, що містить девіз «Справедливість для всіх» (лат. Justitia omnibus). 